# 炎昌火柴厂
炎昌火柴厂，是清朝末期的一个化工厂，品牌为“百花”。

## 概述
1890年，由叶澄衷，宋伟臣在上海创设，1897年在汉口设分厂，1923年左右又在苏州增设分厂。后因经营不善，1923年上海厂、苏州厂并入鸿生火柴厂；1930年汉口分厂为大中华火柴股份有限公司所有。